# Mr. Natural
Mr. Natural deseti je studijski album australskog rock sastava The Bee Gees, koji izlazi u svibnju 1974.g. Ovo je prvo Bee Geesovo izdanje na kojem produkciju radi Arif Mardini, koji je djelomično odgovoran i za njihov vrlo uspješan album Main Course , dok Mr. Natural ne bilježi niti jednu hit skladbu ali zato označava prekretnicu u Bee Geesovoj glazbenoj karijeri u nešto više od obične pop balada skupine. Album pokazuje jak utjecaj u Philadelphiji, sa soul skladbama kao što je "Throw a Penny". Ostale skladbe na popisu Mr. Naturala, sadrže zarazne rock and roll skladbe i "Charade". Oni s dobrim sluhom mogu ćuti pozadinsko pjevanje od Barryja Gibba u skladbi "Dogs", gdje izvodi falsetto vokale.
Gospel skladba "Give A Hand, Take A Hand", napisana je 1969. i 1971. cover je od američkog sastava The Staple Singers.

## Popis pjesama
1. "Charade" – 4:13 (Barry Gibb/Robin Gibb)
2. "Throw a Penny" – 4:49 (B. Gibb/R. Gibb)
3. "Down the Road" – 3:25 (B. Gibb/R. Gibb)
4. "Voices" – 4:52 (B. Gibb/R. Gibb/Maurice Gibb)
5. "Give a Hand, Take a Hand" – 4:48 (B. Gibb/M. Gibb)
6. "Dogs" – 3:45 (B. Gibb/R. Gibb)
7. "Mr. Natural" – 3:49 (B. Gibb/R. Gibb)
8. "Lost in Your Love" – 4:38 (B. Gibb)
9. "I Can't Let You Go" – 3:47 (B. Gibb/R. Gibb/M. Gibb)
10. "Heavy Breathing" – 3:27 (B. Gibb/R. Gibb)
11. "Had a Lot of Love Last Night" – 4:07 (B. Gibb/R. Gibb/M. Gibb)

## Izvođači
- Robin Gibb - vokal
- Maurice Gibb - vokal, bas-gitara, orgulje, mellotron
- Barry Gibb - vokal, gitara
- Alan Kendall - gitara
- Geoff Westley - klavijature, pianino
- Dennis Bryon - bubnjevi, udaraljke

### Produkcija
- Producent i aranžer - Arif Mardin
- Projekcija - Alan Lucas, Andy Knight, Damion Lyon-Shaw, Gene Paul, Lew Hahn

## Vanjske poveznice
- discogs.com - Bee Gees - Mr. Natural